# Ron Sijm
Ron Sijm (9 agosto 1975) è un ex calciatore ed ex giocatore di calcio a 5 olandese.

## Carriera
Come massimo riconoscimento in carriera vanta la partecipazione, con la Nazionale di calcio a 5 dei Paesi Bassi, al FIFA Futsal World Championship 2000 in Guatemala dove gli oranje sono giunti fino al secondo turno, nel girone comprendente Spagna, Portogallo e Croazia.